# سمیرننتسی
سمیرننتسی (به بلغاری: Smirnentsi) یک منطقهٔ مسکونی در بلغارستان است که در استان خاسکوو واقع شده‌است.